# Grand Bank

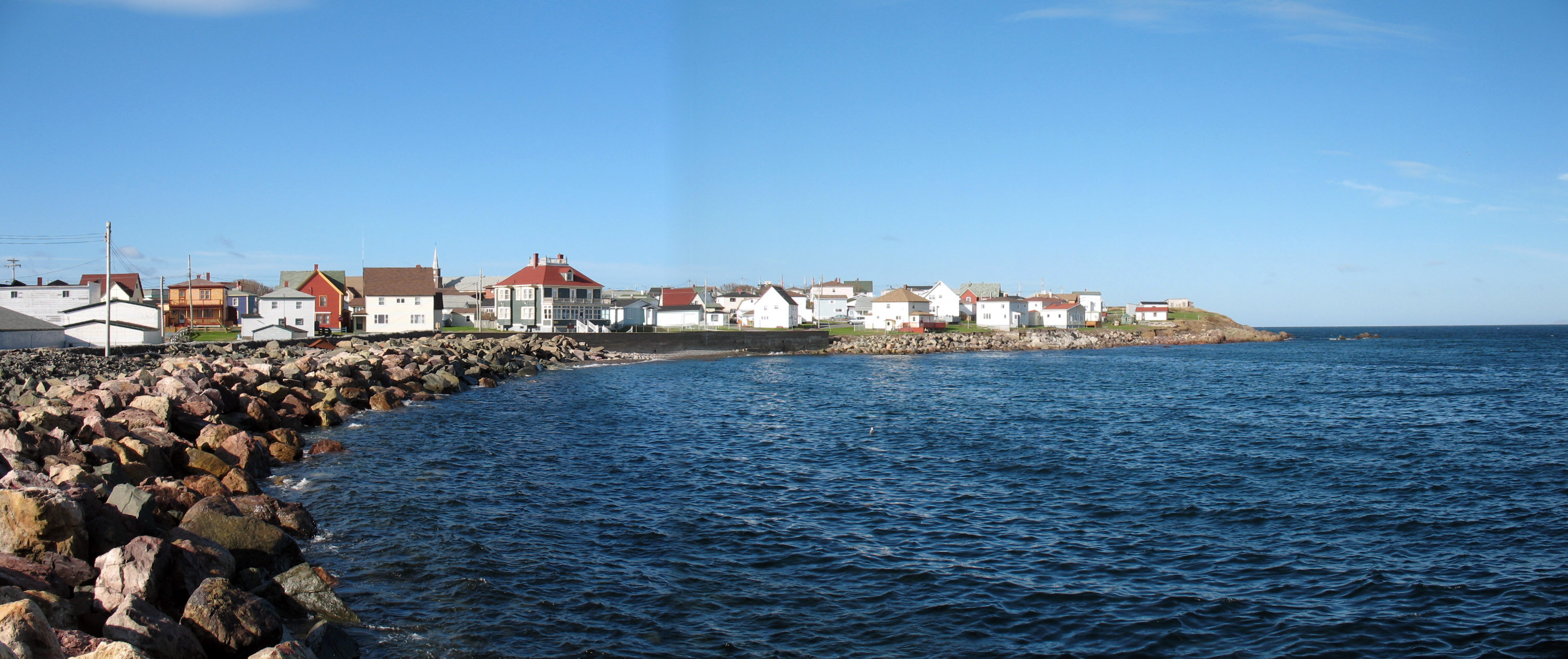
Grand Bank.

Grand Bank (Terranova y Labrador) o Grand Banc, como los colonos franceses la nombraron inicialmente, es un pequeño pueblo rural canadiense con una población de 2 580. Se encuentra en el extremo sur de la Península de Burin, a 360 km de la capital de la provincia, Saint John's.
Gran Bank fue fundada por pescadores franceses en 1640 y comenzó como un asentamiento de pescadores con cerca de siete familias. Se le dio el nombre de "Grand Banc", debido a la alta orilla que se extiende desde Cove Almirante, a la orilla del agua en el lado oeste del puerto.
La ciudad de Grand Bank puede atribuir gran parte de su crecimiento y prosperidad a la proximidad con las zonas de pesca y su puerto libre de hielo. Los colonos prosperaron en el comercio con los franceses y desarrollaron una vigorosa industria de la pesca. Grand Bank se convirtió en el núcleo de la industria pesquera de Terranova y un centro de servicios de Fortune Bay. Con el declive de la industria de pescado, el énfasis de la ciudad pasó rápidamente a la producción de pescado fresco. Empresarios emprendedores y los planificadores de la ciudad prepararon el camino para una planta de pescado fresco (actual Grand Bank Seafoods Inc.) y una flota de arrastreros.